# Lotononis
Lotononis é um género botânico pertencente à família Fabaceae.

## Espécies
- Lotononis adpressa
- Lotononis mirabilis
- Lotononis pachycarpa

1. ↑  «Lotononis — World Flora Online». www.worldfloraonline.org. Consultado em 19 de agosto de 2020